# Episodi di Rescue Me (quinta stagione)
La quinta stagione della serie televisiva Rescue Me, composta da 22 episodi, è stata trasmessa sul canale statunitense FX dal 7 aprile al 1º settembre 2009.
In Italia è andata in onda in chiaro su Italia 1 dal 24 ottobre al 17 novembre 2011 in orario notturno.
| nº | Titolo originale | Titolo italiano        | Prima TV USA      | Prima TV Italia  |
| -- | ---------------- | ---------------------- | ----------------- | ---------------- |
| 1  | Baptism          | Battesimo              | 7 aprile 2009     | 24 ottobre 2011  |
| 2  | French           | La Francese            | 14 aprile 2009    | 25 ottobre 2011  |
| 3  | Wine             | Vino                   | 21 aprile 2009    | 26 ottobre 2011  |
| 4  | Jimmy            | Jimmy                  | 28 aprile 2009    | 26 ottobre 2011  |
| 5  | Sheila           | Sheila                 | 5 maggio 2009     | 27 ottobre 2011  |
| 6  | Perspective      | Prospettiva            | 12 maggio 2009    | 28 ottobre 2011  |
| 7  | Play             | La recita              | 19 maggio 2009    | 1º novembre 2011 |
| 8  | Iceman           | Fantasmi               | 26 maggio 2009    | 2 novembre 2011  |
| 9  | Thaw             | Disgelo                | 2 giugno 2009     | 3 novembre 2011  |
| 10 | Control          | Controllo              | 9 giugno 2009     | 3 novembre 2011  |
| 11 | Mickey D         | Mickey                 | 16 giugno 2009    | 5 novembre 2011  |
| 12 | Disease          | Alcolismo              | 23 giugno 2009    | 8 novembre 2011  |
| 13 | Torch            | La torcia              | 30 giugno 2009    | 9 novembre 2011  |
| 14 | Wheels           | Ruote                  | 7 luglio 2009     | 10 novembre 2011 |
| 15 | Initiation       | Iniziazione            | 14 luglio 2009    | 10 novembre 2011 |
| 16 | Clean            | Pulizia                | 21 luglio 2009    | 11 novembre 2011 |
| 17 | Lesbos           | Lesbo Pub              | 28 luglio 2009    | 11 novembre 2011 |
| 18 | Carrot           | Il bastone e la carota | 4 agosto 2009     | 12 novembre 2011 |
| 19 | David            | Complesso di Edipo     | 11 agosto 2009    | 15 novembre 2011 |
| 20 | Zippo            | Manette                | 18 agosto 2009    | 16 novembre 2011 |
| 21 | Jump             | Salto nel buio         | 25 agosto 2009    | 16 novembre 2011 |
| 22 | Drink            | La resa dei conti      | 1º settembre 2009 | 17 novembre 2011 |